# Brittany Brewer
Brittany Autumn Brewer (Abilene, Texas, USA, 6 de noviembre de 1997) es una jugadora norteamericana de baloncesto de Liga Femenina. Juega en la posición de pivot. Mide 1,96 m.

## Trayectoria
Empezó a jugar en su Abilene natal, pasó por la Universidad de Texas, donde fue elegida por Atlanta Dreams en el Draf. Jugó 5 partidos y dio el salto al baloncesto profesional en Europa. Pasó por Israel jugando en el Maccabi Haifa. De ahí continuó en las Panteras belgas, peleando hasta la final de la Liga, y también hasta la semifinal de la Copa; Y después marchó al equipo griego Eleutheria Moshatou, donde además de la Liga, disputó 2 partidos de EuroCup.

## Clubes
- 2015/16 Escuela secundaria Wylie (Abilene, Texas, USA).[3]
- 2016/20 Universidad de Texas Tech, USA.
- 2020 Seleccionada en el Draft con Atlanta Dreams, WNBA, USA. Jugó 5 partidos.
- 2020 Maccabi Haifa, Israel (jugó 4 partidos).
- 2021/22 Ladies Liege Panthers, Bélgica, final de liga y semifinales de Copa. (19 partidos).
- 2022/23 Eleutheria Moshatou, Grecia (Liga 24 partidos) y Eurocup (2 partidos).[1]
- 2023-2024: Araski AES [Kutxabank], Liga Femenina.[2]